# غرانيج
تقع مدينة غرانيج على الضفة اليسرى لنهر الفرات شرق محافظة دير الزور بمسافة 90 كم . يخترقها طريق عام « دير الزور - هجين - البوكمال » وهكذا كان من في غير هذا خ الطريق تم تأسيسه عام 1964 .

## الحدود الإدارية والمساحة
يحد غرانيج من الجهة الشمالية أراضي البادية ومن الغرب بلدة الكشكية ومن الشرق قرية البحرة
ومن الجنوب نهر الفرات
تبلغ مساحة المدينة 144 كم مربع وبلغ عدد سكانها بنهاية 2007 م 25052 نسمة

## تأسيس البلدية
تم إحداث البلدية بقرار من وزير الشؤون البلدية والقروية بالقرار رقم 1635 تاريخ 3-7-1968 م وضمت إليها بلدتي الكشكية وأبوحمام وبقي الوضع على ماهو عليه حتى عام 1991 م حيث تم فصل بلدتي الكشكية وأبوحمام وتم إنشاء بناء نموذجي لدار البلدية وفتحت شوارع ومنشآت خدمية
. وضع في عام 1978 للميلاد، مخططٌ تنظيميٌ لها، خُصص له مساحة مئة هكتار، وتم في عام 1998 العمل على توسيعه، كما تم شق الشوارع فيها، ومنذ عام 1980 تم افتتاح العديد من المنشآت الخدمية . ويوجد فيها حوالي 33 مدرسةً لمرحلة التعليم الابتدائي، و 8 مدارس للتعليم الإعدادي، و 3 للتعليم الثانوي . وهي اليوم مدينة مخدمة، حيث يوجد فيها مراكز صحية وطبية، ومراكز ثقافية، ووحدة إرشادية، إضافة إلى جمعية فلاحية، وشبكات كهرباء وماء وصرف صحي 
وتم تقسيم أحياء المدينة إلى خمسة أحياء بعد أن كانت في السابق عبارة عن حيين فقط .

## غرانيج والثورة السورية
انضمت مدينة غرانيج للثورة السورية منذ انطلاقتها وتشكلت فيها عدة كتائب وألوية للجيش السوري الحر
. ضرب الطيران السوري مدينة غرانيج منذ بداية الثورة. لكنه لم يتسبب في مقتل مدنيين إلا في غارة واحدة كانت ضحاياها 9 أشخاص في منطقة اللايذ. وفي 8/8/2014 استولت داعش على قرى الشعيطات طمعا بآبار النفط التي اشتهرت بها بادية الشعيطات بتهمة الردة عن دين الله وقامت بقتل أكثر من 700 شخص وأكثر من 1500 شخص مفقود فيما بعد قالت داعش بأنها قتلتهم أيضا.  حيث كانت داعش تنصب الحواجز في الطرقات وتسجن أي شخص أصله شعيطي. ومن ثم تقوم بقتله ورميه في البادية. بدعوى أنه مرتد. وقامت بسلب أموال المدنيين وسرقة المحلات التجارية والمنازل وتدمير قسم كبير من منازل المدنيين. وقامت بتهجيرهم كاملاً بإتجاه القرى الشرقية لفترة 3 أشهر و 17 يوماً.  وفي تاريخ 25/11/2014 عاد أهالي المدينة إلى منازلهم لتصدمهم مناظر القتلى والمقابر الجماعية و السرقات التي قامت بها عصابات داعش

## الطبيعة
غرانيج من المدن السورية، والتي تتمتع بخصوبة أراضيها وطبيعتها الساحرة وطبيعتها الحالمة، ولذلك فلا عجب بأن تُلقب بعروس الفرات، وذلك يعود لموقعها المتميز المطل على نهر الفرات، ولُقبت أيضاً بقلعة الصحراء؛ نظراً لإطلالتها على البادية السورية، وتحتل المرتبة الرابعة في مساحتها بين مدن دير الزور.

## السكان
يعمل معظم أهالي المدينة في الأعمال الزراعية، وخاصة زراعة القمح التي تُعتبر أولى الزراعات في المنطقة، وأيضاً زراعة القطن، إضافة إلى تربية الماشية التي تنشط فيها نتيجة لوفرة الأراضي الصالحة للرعي . إلّا أنّ قسماً كبيراً من أهاليها سافروا للعمل في دول الخليج العربي . كما أن التجارة باتت من أهم الأنشطة في المدينة.